# EBOH in het seizoen 1955/56
Het seizoen 1955/1956 was het tweede jaar in het bestaan van de Dordtse betaaldvoetbalclub EBOH. De club kwam uit in de Hoofdklasse A en eindigde daarin op de 18e plaats, dit betekende dat de club degradeerde naar de Eerste divisie.

## Wedstrijdstatistieken

### Hoofdklasse A
|       | ADO   | Ajax  | Amsterdam | DOS   | Eindhoven | Excelsior | Fortuna '54 | HVC   | Limburgia | NAC   | NOAD  | Rigtersbleek | Roda Sport | Sparta | Stormvogels | Vitesse | VVV   |
| ----- | ----- | ----- | --------- | ----- | --------- | --------- | ----------- | ----- | --------- | ----- | ----- | ------------ | ---------- | ------ | ----------- | ------- | ----- |
| Thuis | 2 – 2 | 1 – 2 | 0 – 1     | 2 – 4 | 0 – 1     | 0 – 1     | 1 – 6       | 1 – 5 | 1 – 1     | 1 – 3 | 1 – 1 | 3 – 2        | 2 – 2      | 1 – 5  | 5 – 1       | 0 – 0   | 3 – 0 |
| Uit   | 5 – 2 | 2 – 2 | 4 – 0     | 6 – 1 | 1 – 1     | 1 – 0     | 1 – 1       | 2 – 2 | 2 – 2     | 2 – 0 | 3 – 1 | 5 – 0        | 2 – 2      | 1 – 0  | 3 – 1       | 1 – 1   | 2 – 0 |

## Statistieken EBOH 1955/1956

### Eindstand EBOH in de Nederlandse Hoofdklasse A 1955 / 1956
| Stand | Gespeeld | Gewonnen | Gelijk | Verloren | Punten | Doelpunten voor | Doelpunten tegen |
| ----- | -------- | -------- | ------ | -------- | ------ | --------------- | ---------------- |
| 18e   | 34       | 3        | 12     | 19       | 18     | 40              | 80               |

### Topscorers
| Competitie \| # \| Naam \| \| \| ------ \| --------------- \| -- \| \| 1. \| Inge Barendregt \| 7 \| \| 1. \| Bas Hijbeek \| 7 \| \| 3. \| Cor Scheurwater \| 6 \| \| 4. \| Jan Confurius \| 5 \| \| 5. \| Bertus Spoor \| 4 \| \| 5. \| Arie Schoon \| 4 \| \| 7. \| Rein de Bruyn \| 3 \| \| 8. \| Piet Luyten \| 2 \| \| 9. \| Wim Kwakernaat \| 1 \| \| 9. \| Jan Schoon \| 1 \| \| Totaal \| Totaal \| 45 \| |                 |      |
| # | Naam            | Goal |
| 1. | Inge Barendregt | 7    |
| 1. | Bas Hijbeek     | 7    |
| 3. | Cor Scheurwater | 6    |
| 4. | Jan Confurius   | 5    |
| 5. | Bertus Spoor    | 4    |
| 5. | Arie Schoon     | 4    |
| 7. | Rein de Bruyn   | 3    |
| 8. | Piet Luyten     | 2    |
| 9. | Wim Kwakernaat  | 1    |
| 9. | Jan Schoon      | 1    |
| Totaal | Totaal          | 45   |